# Bodselet
Bodselet är en sjö i Örnsköldsviks kommun i Ångermanland och ingår i Gideälvens huvudavrinningsområde. Sjön har en area på 0,0856 kvadratkilometer och ligger 341,9 meter över havet. Sjön avvattnas av vattendraget Hemlingsån.

## Delavrinningsområde
Bodselet ingår i det delavrinningsområde (707510-161250) som SMHI kallar för Inloppet i Isnottjärnarna. Medelhöjden är 368 meter över havet och ytan är 1,98 kvadratkilometer. Räknas de 13 avrinningsområdena uppströms in blir den ackumulerade arean 53,66 kvadratkilometer. Hemlingsån som avvattnar avrinningsområdet har biflödesordning 2, vilket innebär att vattnet flödar genom totalt 2 vattendrag innan det når havet efter 88 kilometer. Avrinningsområdet består mestadels av skog (64 procent). Avrinningsområdet har 0,21 kvadratkilometer vattenytor vilket ger det en sjöprocent på 10,7 procent.